# 国際天文学・天体物理学オリンピック
国際天文学・天体物理学オリンピック（こくさいてんもんがくてんたいぶつりがくオリンピック、略称IOAA（International Olympiad on Astronomy and Astrophysics）は、毎年開催される高校生を対象とした天文学・天体物理学の競技会である。国際科学オリンピックの一つである。IOAA 2012（ブラジル・リオデジャネイロ、リオ・プラネタリウムにて）。国際天文学オリンピック内部の反体制から、組織の規模を拡大するために設立された。 第1回IOAAは、2007年11月から12月にかけてタイのチェンマイで開催された。

## 歴史
- 第1回大会は、2007年11月30日から12月9日まで、チェンマイ市（タイ）で開催された。チームリーダーで構成される国際評議会は、会長（Dr. Boonrucksar Soonthornthum、タイ）と事務局長（Dr. Chatief Kunjaya、インドネシア）を選出し、任期は5年[2]とされた。
- 第2回大会は、2008年8月19日から28日まで、バンドン市（インドネシア）で開催された。22カ国の代表が参加した。
- 第3回大会は、2009年10月17日から27日までテヘランで開催された。砂漠での視察ツアーを実施。20カ国の代表が参加。
- 第4回大会は、2010年9月12日から21日まで北京で開催されました。23カ国から114名が参加した。
- 第5回大会は、2011年8月25日から9月4日まで、ポーランドのカトヴィツェ、チョルゾフ、クラクフの3都市で開催され、23カ国から114名が参加した。今回、初めてヨーロッパで開催されました。26カ国の代表が参加しました。ポーランドでは、国際評議会により、新会長（Dr. Chatief Kunjaya、インドネシア）と事務局長（Dr. Greg Stachowski、ポーランド）が選出されました。また、地域コーディネーターも選出されました（アメリカ担当：Thaís Mothé Diniz博士（ブラジル）、アジア担当：Aniket Sule博士（インド））。
- 第6回大会は、2012年8月4日から13日にかけて開催された。今回は初めてアメリカで開催され、ブラジルのリオデジャネイロ市とバソラス市で行われ、28カ国の代表が参加した。
- 7回大会は、2013年7月27日から8月4日まで、ギリシャのヴォロスで開催された。この大会には、アメリカ、ニュージーランド、カナダ、マレーシア、アルメニア、マケドニア共和国、キプロスからの初参加チームを含む、35カ国39チームが参加した。

- 第14回大会は、コロンビアのボゴタで開催される予定だったが、COVID-19のパンデミックにより大会はオンライン方式に移行し、コロンビアは2021年に変更された。この大会はIOAAという名称ではなく、GeCAA（Global e-Competition on Astronomy and Astrophysicsの意）となり、第14回IOAAとしてはカウントされなかった。開催期間は2020年9月23日～2020年10月23日。エストニアがホスト国であった。